# Пола (Италия)
 Тази статия е за градчето в Южна Италия.  За дамското облекло вижте Пола.  
По̀ла (на италиански: Polla) е градче и община в Южна Италия, провинция Салерно, регион Кампания. Разположено е на 468 m надморска височина. Населението на общината е 5316 души (към 2010 г.).